# Syzygium ganophyllum
Syzygium ganophyllum är en myrtenväxtart som beskrevs av Friedrich Ludwig Diels. Syzygium ganophyllum ingår i släktet Syzygium och familjen myrtenväxter. Inga underarter finns listade i Catalogue of Life.